# Judith Chevalier
Judith Chevalier es profesora de economía y finanzas de la Universidad de Yale.  En 1998 se convirtió en la primera recipiente del Premio de Investigación Elaine Bennett.
Obtuvo la Licenciatura en la Universidad de Yale en 1989 y su Doctorado en el Instituto de Tecnología de Massachusetts en 1993. Posteriormente se unió a la faculta de economía de la Universidad de Harvard y luego de la escuela de negocios de la Universidad de Chicago. Desde 2001, es profesora de la Universidad de Yale.
Su investigación se enfoca en la microeconomía aplicada, particularmente estudios de organización industrial sobre comercio electrónico y la industria financiera. Recientement, ha estudiado la interacción de opiniones de los consumidores y el comportamiento de la empresa y los efectos de las nuevas tecnologías nuevas en trabajadores, consumidores, empresas, y reguladores.

## Publicaciones seleccionadas
- JA Chevalier, D Mayzlin (2006). «The effect of word of mouth on sales: Online book reviews». Journal of Marketing Research 43 (3): 345-354. doi:10.1509/jmkr.43.3.345.
- J Chevalier, G Ellison (1997). «Risk taking by mutual funds as a response to incentives». Journal of Political Economy 105 (6): 1167-1200. doi:10.1086/516389.
- J Chevalier, G Ellison (1999). «Career concerns of mutual fund managers». The Quarterly Journal of Economics 114 (2): 389-432. doi:10.1162/003355399556034.
- J Chevalier, G Ellison (1999). «Are some mutual fund managers better than others? Cross‐sectional patterns in behavior and performance». The Journal of Finance 54 (3): 875-899. doi:10.1111/0022-1082.00130.
- JA Chevalier. «Capital structure and product-market competition: Empirical evidence from the supermarket industry». The American Economic Review: 415-435.
- A K Kashyap, JA Chevalier, PE Rossi. «Why Don't Prices Rise During Periods of Peak Demand? Evidence from Scanner Data». American Economic Review 93 (1): 15-37.